# Simpsoni
Simpsoni (eng. The Simpsons) su animirana TV serija, dobitnik Emmyja koju je stvorio Matt Groening, također i autor animirane TV serije Futurama, za TV kuću Fox Network. Serija je postala jedna od prvih velikih hitova te TV kuće, a uz to je i jedna od najuspješnijih televizijskih serija u povijesti tog medija. Televizijska je serija zapravo spin-off (omašak) niza kratkih animiranih filmova koje su se emitirale tijekom showa Tracey Ullman.
Serija je satirička parodija američkog načina života. Prikazuje cjelovitu američku kulturu i društvo, a često se koristi šalama na vlastiti račun. Sami Simpsoni utjecali su na popularnu kulturu. Fraze iz serije počele su se koristiti u stvarnom životu, a usklik "d'oh!" može se pronaći u rječniku engleskog jezika. Simpsoni su utjecali i na mnoge animirane serije za odrasle tijekom kasnih 1990-ih kao što su South Park i Obiteljski čovjek. Iako je tijekom posljednjih nekoliko godina, po nekima, došlo do pada kvalitete serija je još uvijek veoma gledana i dobiva pozitivne kritike.
Simpsoni su najdugotrajnija američka animirana TV serija. Od njihovog prvog prikazivanja 17. prosinca 1989. emitirano je 790 epizoda kroz 36 sezona. Postoji i animirani film koji se počeo prikazivati 27. srpnja 2007.

## Nastanak
Groening je prvi put dobio ideju za Simpsone u predvorju ureda Jamesa L. Brooksa. Brooks ga je pozvao na dogovor za stvaranje kratke animirane serije temeljene na Groeningovom stripu Life in Hell. Kad je Groening shvatio da bi stvaranje animirane serije prema njegovom stripu zahtijevalo odricanje od autorskih prava, odlučio je krenuti u drugom smjeru. U žurbi je skicirao svoju verziju disfunkcionalne obitelji. Likove je oblikovao po članovima vlastite obitelji, a za svoj je lik izabrao ime "Bart" zato što je to anagram engleske riječi "brat" (derište).
Obitelj Simpson prvi se put pojavila u kratkoj animaciji u showu Tracey Ullman, a prva je epizoda, "Good Night", emitirana 19. travnja 1987. Obitelj je bila prilično "grubo" nacrtana zato što je Groening animatorima predao samo skice vjerujući da će ih oni popraviti, ali su oni nastavili crtati prema njegovim skicama.
1989. Simpsoni su prilagođeni za polusatnu seriju za TV kuću Fox. Prva emitirana epizoda bila je "Simpsons Roasting on an Open Fire" umjesto planirane prve epizode "Neka začarana večer". Ta je epizoda morala biti ponovno nacrtana nakon što su autori uočili lošu kvalitetu animacije i bila je emitirana kao posljednja epizoda prve sezone. Simpsoni su bili jedna od prvih pravih Foxovih hit TV serija; to je bila prva Foxova serija koja je dospjela na popis trideset najgledanijih serija u sezoni. nekoliko epizoda serije gledalo je više od 20 milijuna ljudi, a povremeno je ta brojka dostizala i 30 milijuna gledatelja. Tracey Ullman podnijela je tužbu protiv Foxa, tvrdeći da je njezina emisija izvor uspjeha Simpsona i stoga je zahtijevala udio u profitu serije. Nakon nekog vremena sud je presudio u korist TV kuće.
Simpsoni su izazvali kontroverzu i negodovanje roditeljskih udruga i konzervativnijih političara zbog Barta Simpsona, buntovnika koji izaziva nevolje i izvlači se bez posljedica, kojeg su smatrali lošim uzorom djeci. George H. W. Bush jednom je prilikom rekao: "Pokušat ćemo ojačati američku obitelj. Učiniti je više nalik obitelji Walton, a manje obitelji Simpson." Mnogi su proizvodi sa Simpsonima kao zaštitinim znakom zabranjeni u nekim američkim školama u nekoliko dijelova SAD-a. Međutim, proizvodi s likovima iz Simpsona nastavili su se odlično prodavati. U prvih 14 mjeseci prodaje ukupni je profit u cijelom svijetu iznosio 2 milijarde dolara.

## O seriji

### Teme
Serija redovito izruguje i satirizira osobe iz svijeta zabave. Klaun Krusty omiljen je među springfieldskom djecom, ali izvan pozornice on je ciničan i ogorčen čovjek lošeg zdravlja zbog godina zloupotrebe droga, alkohola i kockanja. Podržat će i reklamirati bilo koji proizvod ako mu se ponudi dovoljna svota novca. Kent Brockman je egoističan, razmažen voditelj vijesti koji ne poštuje novinarsku etiku. Čak se i Rupert Murdoch, čije korporativno carstvo uključuje i TV kuću Fox koja je prva počela emitirati Simpsone, pojavio u nekoliko epizoda serije. Zapravo je ismijavanje TV kuće Fox postala stalna šala u seriji.
Serija se tijekom godina bavila i političkom satirom, često prikazujući bivše i aktualne predsjednike SAD-a, ali i druge svjetske vođe. Neki od primjera su: George H. W. Bush, prikazan kao Homerov zakleti neprijatelj u epizodi "Two Bad Neighbors", Al Gore ismijan zbog svoje, u seriji, banalne osobnosti, a Ujedinjeni narodi često su prikazivani kao nekompetentna organizacija.
Seriju su prihvatili mnogi socijalni konzervativci zato što su Simpsoni, za razliku od drugih, modernijih obitelji iz TV serija ipak tradicionalna obitelj. Serija se poigravala mogućnostima izvanbračnih avantura, ali na kraju uvijek još više učvršćujući Homerov i Margein brak. Konzervativni i evangelički kršćani također su istaknuli i ulogu Neda Flandersa kao uzor predanog kršćanina koji je ponekad ismijavan, ali unatoč stalnim Homerovim provokacijama ne odstupa od svojeg načina života.
Ipak, postoje i mnoge epizode koje socijalni konzervativci toliko ne odobravaju; na primjer, u epizodi "Homerova fobija", Homer pobjeđuje homofobiju i sprijateljuje se s homoseksualcem, a u epizodi "Ima nešto u ženidbi" promiče prihvaćanje gay brakova. Lisa Simpson, najinteligentnija članica obitelji Simpson prikazana je kao veliki liberal.

### Radnja
Format radnje Simpsona tijekom godina se donekle promijenio. Lik ili skupina likova obično je smještena u neku problematičnu situaciju koju moraju riješiti ili naučiti prihvatiti. U početku su te situacije bile prilično jednostavne, realne društvene situacije s realističnim raspletima, veoma slične ostalim TV serijama. Na primjer, u jednoj od epizoda prve sezone Barta tuče školski nasilnik i on mora naučiti založiti se za sebe. S vremenom su zapleti postajali sve neobičniji i često sve manje realistični.
Kako je serija napredovala, osim sve manjeg realizma, postalo je uobičajeno da uzrok nekog događaja u glavnoj radnji dolazi iz relativno nepovezanog uvodnog dijela. Na primjer, u epizodi "Hurricane Neddy", cijeli se uvodni dio bavi uraganom koji je pogodio Springfield po scenariju sličnom onome iz filma Twister; tada doznajemo samo da je uništena kuća Neda Flandersa, a zatim kreće glavna radnja u kojoj Fladners doživljava živčani slom.
Simpsoni ponekad koriste još jednu strukturu radnje. Ta se struktura sastoji od tri kratke priče, često sa širom pričom koja povezuje manje priče. Obično se korsiti za epizode u povodu Noći vještica, ali i u običnim epizodama; tipična je za parodiranje starih priča u kojima glavni likovi postoji Simpsoni.
Radnje mnogih epizoda usredotočuju se na jedan određeni lik ili vezu između dva lika. Te se radnje često razvijaju iz određenih shema: Homer dobiva novi posao ili se pokušava na brzinu obogatiti; Marge pokušava pobjeći iz monotonije održavanja kućanstva tražeći posao ili baveći se novim hobijem; Bart uzrokuje veliki problem i pokušava popraviti situaciju, zataškati cijeli događaj ili ga potpuno ignorirati; Lisa prihvaća i sprovodi ciljeve neke određene grupe ili zajednice. Epizode su se ponekad usredotočile i na probleme sporednih likova koji se obično rješavaju uz pomoć člana obitelji Simpson.
Kad se radnja bavi cijelom obitelji, oni obično odlaze na odmor. To se događalo dovoljno često da rečenica koju Homer tada obično izgovori postane jedna od poznatih parodija same serije: "Simpsoni sada idu (kamo već idu)!" Sa svim putovanjima na kojima su bili, Simpsoni su posjetili sve kontinente osim Antarktike.
Serija ponekad koristi i razdvajanje priče na dvije paralelne radnje kao u epizodi "Sunday, Cruddy Sunday", koja prati Homerov i Bartov put na Super Bowl, a uz to i Margeino i Lisino dosađivanje kod kuće.

#### Mjesto i vrijeme radnje
Radnja serije odvija se u imaginarnom američkom gradu Springfieldu. Savezna država u kojoj se grad nalazi nikad nije imenovana, a namjera autora nikad ni nije bila da grad postoji u nekoj određenoj državi. Unatoč tome, obožavatelji su pokušavali odrediti lokaciju Springfielda koristeći se karakteristikama grada, okolnim reljefom i znamenitostima kao tragovima. U posljednje vrijeme kao odgovor na to "traganje" autori serije sugerirali su, ali i isključili većinu američkih saveznih država kao moguću lokaciju grada sukobljavajući "dokaze". Groening je rekao da Springfield ima mnogo zajedničkog s Portlandom u Oregonu, gradom u kojem je on odrastao, a ime "Springfield" izabrano je zato što je to često ime američkih gradova, koje se pojavljuje u više od trideset saveznih država. Reljef Springfielda i okolice veoma je "prilagodljiv" pa tako postoje obale mora, pustinje, visoke planine, ili bilo koji drugi reljefni oblik potreban za priču ili šalu.
Vrijeme radnje smješteno je u vječne '90e, iako se kulturne reference mijenjaju kako vrijeme prolazi, u Simpsonima nitko ne stari i ništa se ne mijenja. Sve ono što se dogodilo u nekoj epizodi do kraja iste mora biti sređeno kako bi se održao status quo.

## Likovi

### Glavni likovi
```
Homer Simpson
 djelatnik je springfieldske nuklearne elektrane i prilično je priglup, ali ipak brižan suprug i otac.

Marge Simpson
 najvećim je dijelom tipizirana američka kućanica i majka koja želi uzbudljiviji život.

Bart Simpson
 desetogodišnji je dječak koji redovito upada u nevolje, a sebe smatra buntovnikom. 

Lisa Simpson
 veoma je inteligentna osmogodišnjakinja i srednje dijete u obitelji koja je liberalna aktivistica i voli svirati 
saksofon
.

Maggie Simpson
 je beba koja se izražava jedino gestikulacijom i sisanjem dude varalice. Obitelj ima psa (Božićnjakov mali pomoćnik) i mačku (Pahuljica br. 2), a uz to je imala i nekoliko drugih ljubimaca koji su se pojavili svega jednom ili dvaput samo za potrebe radnje neke epizode.
```

### Sporedni likovi
U seriji postoje mnogi luckasti sporedni likovi koji uključuju kolege s posla, učitelje, obiteljske prijatelje, daljnju rodbinu i lokalne poznate osobe. 
U originalu su mnogi od tih likova planirani kao jednokratne šale ili kako bi ispunili neku određenu funkciju u gradu; mnogi od njih dobili su veće i važnije uloge, a neki su likovi čak bili i teme vlastitih epizoda.

## Produkcija

### Izvršni producenti
Popis show runnera Simpsona po sezonama:
- 1. – 2. sezona: Matt Groening, James L. Brooks i Sam Simon
- 3. – 4. sezona: Al Jean i Mike Reiss
- 5. – 6. sezona: David Mirkin
- 7. – 8. sezona: Bill Oakley i Josh Weinstein
- 9. – 12. sezona: Mike Scully
- 13. sezona do danas: Al Jean

Groening, Brooks i Simon prije su bili izvršni producenti serije dok sada djeluju kao kreativni savjetnici. Zahtjevnije radno mjesto na seriji poznato je kao show runner, osoba koja je glavni scenarist serije i zadužena je za sve aspekte produkcije serije kroz cijelu sezonu. Na odjavnoj špici serije show runneri su navedeni kao izvršni producenti. Oni često ostaju raditi na seriji i po nekoliko sezona, ali obično svoje planove uspijevaju ostvariti i u samo jednoj sezoni. Od 13. sezone show runner serije je Al Jean.

### Glasovi
Postoji šest glavnih glumaca koji svoje glasove posuđuju likovima iz Simpsona. Tako na primjer Dan Castellaneta posuđuje glas Homeru Simpsonu, njegovom ocu Abrahamu Simpsonu, klaunu Krustyju i mnogim drugim likovima. Julie Kavner daje glas Marge Simpson i njezinim sestrama Patty i Selmi. Ona također povremeno, ali rijetko posuđuje glas i drugim likovima koji se u seriji pojave samo jednom. Poznata je po tome što je odbila izvesti imitaciju Margeinog glasa u javnosti kako bi održala tajnovitost lika. Nancy Cartwright daje glas Bartu Simpsonu i drugim učenicima springfieldske osnovne škole. Yeardley Smith, glas Lise Simpson, jedina je glumica u seriji koja daje glas samo jednom liku, iako i ona povremeno daje glasove likovima koji se u seriji pojavljuju samo jednom. Dva glavna glumca koja ne posuđuju glasove ni jednom članu naslovne obitelji daju glasove većini građana Springfielda. Tako Hank Azaria glas posuđuje Moeu, šefu policije Wiggumu i Apuu, dok Harry Shearer daje glas gospodinu Burnsu, Smithersu, ravnatelju Skinneru, Nedu Flandersu, dr. Hibbertu i mnogim drugima.
Zajedno s glavnim glumcima, glasove likovima redovno posuđuju i Pamela Hayden, Tress MacNeille, Marcia Wallace, Maggie Rosswell i Russi Taylor. Od 1999. do 2002. zbog svađe oko plaće s FOX-ovim likovima Maggie Roswell glas je posuđivala Marcia Mitzman Gaven. Karl Wiedergott također je posudio glas mnogim manjim likovima. "Posebni gosti" koji se često vraćaju u seriju i daju glasove likovima su, između ostalog, Albert Brooks, Phil Hartman, Jon Lovitz, Jane Kaczmarek, Jan Hooks, Joe Mantegna i Kelsey Grammer.

### Scenarij
Ekipa scenarista koja radi na seriji dijeli sezonu na dva dijela. Za svaku polovicu sezone napiše se otprilike 16 priča od kojih zatim scenaristi izabiru i razvijaju 12 scenarija. Zato što produkcija jedne epizode Simpsona traje šest mjeseci, serija vrlo rijetko komentira aktualne događaje, iako se ponekad bavi predviđenim događajima kao što su Olimpijske igre ili različita svjetska prvenstva.
Završna obrada scenarija odvija se na grupnim preoblikovanjima scenarija. Tada scenaristi mogu dodavati ili izbacivati pojedine šale,  dodavati nove scene te čuti glavne glumce kako čitaju svoj tekst. Vođa te grupe je George Meyer koji na seriji radi još od njezinih početaka. Dugogodišnji scenarist serije Jon Vitti objašnjava da iako on dobiva zaslugu za scenarij pojedine epizode, najbolje citate i dijaloge obično smisli George Meyer.
Scenarist s najviše napisanih epizoda je John Swartzwelder koji je osobno napisao 60 epizoda. Scenarist serije bio je i Conan O'Brien koji je napisao 4 scenarija prije nego što je postao voditelj emisije Late Night s Conanom O'Brienom koja se emitira na NBC-u. Engleski komičar Ricky Gervais jedina je slavna osoba koja je napisala scenarij epizode, iako su epizode pisali i drugi gostujući scenaristi kao na primjer Spike Feresten, scenarist Seinfelda.

### Emitiranje
Simpsone u SAD-u emitira mreža FOX, a uz to su distribuirani i u inozemstvu. U Hrvatskoj su Simpsone emitirali HTV i RTL Televizija.

## Zaštitni znakovi

### Uvodna špica
Uvodna špica Simpsona jedan je od najupečatljivijih zaštitnih znakova serije. Gotova svaka epizoda započinje približavanjem gradu Springfieldu kroz veliki natpis s imenom serije. Zatim slijedimo članove obitelji na njihovom putu kući. Nakon ulaska u kuću obitelj se smješta na svoj kauč kako bi gledali televiziju. Skladbu koja se može čuti tijekom uvodne špice skladao je Danny Elfman 1989. nakon što ga je Groening zamolio za "retro" skladbu.
Jedan od jedinstvenih aspekata uvodne špice serije je nekoliko njezinih dijelova koji se mijenjaju od epizode do epizode. Bart obično svaki put piše nešto drugo na školskoj ploči. Lisa ponekad svira neku drugu skladbu na svojem saksofonu i nešto se drugo dogodi kad obitelj uđe u dnevnu sobu i sjedne na kauč. Ovo posljednje ponekad je i jedini dio uvodne špice koje "preživi" proces skraćivanja u nekim dužim epizodama.

### Epizode za Noć vještica
Tradicija serije postale su epizode za Noć vještica. Epizodom "Treehouse of Horror" započela je tradicija od tri odvojene i nepovezane priče u svakoj epizodi za Noć vještica. U tim se pričama naslovna obitelj obično nađe u nekom zastrašujućem, znanstveno fantastičnom ili nadnaravnom okruženju i obično parodira ili odaje počast slavnim filmskim ostvarenjima iz tih žanrova.

### Gegovi i fraze
U Simpsonima postoje mnogi gegovi, od kojih su neki tijekom emitiranja serije i "umirovljeni". Simpsoni su možda najbolje došli do javnosti brojnim frazama svojih likova. Te fraze, između ostaloga, uključuju i poznati Homerov uzvik "D'oh!", "Eeeeeeexcellent..." ("Ooooodlično...") gospodina Burnsa i "Ha-ha!" Nelsona Muntza. Zanimljiv se fenomen dogodio s Bartovim frazama. Njegovi zaštitni znakovi "¡Ay, caramba!" i "Eat my shorts!" ("Pojedi mi gaće!") pojavili su se na majicama još u početku emitiranja serije; međutim, druga je fraza bila rijetko korištena u seriji sve dok je nisu popularizirali proizvodi vezani za seriju.
Serija je poznata i po gegovima sa znakovima i gegovima smrznutog ekrana. Gegovi sa znakovima su u seriji znakovi s tekstom koji zvuče smiješno. Takvi se gegovi često pojavljuju kod naziva različitih trgovina, ali i na natpisima ispred škole i crkve. Gegovi smrznutog ekrana su oni koji su prekratki da bi ih se moglo vidjeti uobičajenim gledanjem serije, ali vidljivi su ako se snimka epizode zaustavi u određenom trenutku.

## Reakcije kritike i postignuća

### Nagrade i nominacije
Nagrade:
Simpsoni su od početka emitiranja osvojili desetke nagrada, uključujući i 23 Emmyja, 22 nagrade Annie i nagradu Peabody. 14. siječnja 2000. Simpsoni su dobili svoju zvijezdu na hollywoodskom Šetalištu slavnih. Časopis Time je 1998. u svojem broju o najvećim uspjesima u umjetnosti i zabavi u 20. stoljeću proglasio Simpsone najboljom televizijskom serijom stoljeća. U istom je broju Bart Simpson stavljen na popis 100 najutjecajnijih ljudi 20. stoljeća. Bio je jedini imaginarni lik na popisu.
Nominacije:
Serija je 2004. bila nominirana za nagradu Saturn u kategoriji najbolje televizijske serije izdane na DVD-u.

### Duljina prikazivanja
9. veljače 1997. Simpsoni su epizodom "The Itchy & Scratchy & Poochie Show" postali najduže emitirana animirana TV serija koja se prikazuje u najboljem terminu u Americi, zamijenivši na tom mjestu Kremenkove. 2004. postali su i najdulje emitirana serija, igrana ili animirana, u Americi zamijenivši tako seriju Avanture Ozzieja i Harriet (1952. – 1966.) U listopadu 2004. Scooby-Doo je nakratko od Simpsona preuzeo mjesto animirane serije s najvećim brojem epizoda U travnju 2005. Scooby-Doo je ponovno prestao s emitiranjem, s ukupno 371 epizodom, a Simpsoni su do kraja prikazivanja sedamnaeste sezone "skupili" 378 epizoda.
2007. Simpsoni će obilježiti 20. godišnjicu prikazivanja zato što je serija počela s prikazivanjem 1987. u emisiji Tracey Ullman. Sa svojom 19. sezonom (2007. – 2008.) Simpsonima će nedostajati samo jedna sezona da dostignu američku TV seriju Gunsmoke koja je bila emitirana kroz 20 sezona; međutim, ukupni broj epizoda Gunsmokea je 635, mnogo manje od broja epizoda Simpsona.
Simpsoni drže i još tri rekorda. Zato što su tehnički nastali iz emisije Tracey Ullman, najduže su emitirani američki spinoff. Imaju najdulje nepromijenjenu uvodnu scenu; iako uvodna "špica" svake epizode sadrži neke drugačije elemente i tijekom godina je skraćivana. Osnovna tema i uvodna glazba nisu se mijenjali. Najduže je emitirana serija koja nikad nije doživjela veliku promjenu glumačke ekipe ili dodavanje/izbacivanje glavnih likova. U listopadu 2011. godine Simpsoni su doživjeli krizu zbog svađe glumačke postave oko honorara, ali nekako su se uspjeli dogovoriti pa se serija nastavila prikazivati.
I dok su Simpsoni američka serija s najviše epizoda, neke inozemne animirane serije, pogotovo japanski animei kao što su Dragon Ball, Doraemon i Pokémoni imaju više epizoda od Simpsona.

## Film
O mogućem cjelovečernjem filmu o Simpsonima pričalo se još od ranih dana emitiranja serije. James L. Brooks smatrao je epizodu "Kamp Krusty" prikladnom za film. Međutim, ta je epizoda normalno emitirana zbog poteškoća tijekom pokušaja proširivanja scenarija. Glasine o snimanju igranog filma o Simpsonima bile su lažne. Sada je potvrđeno da se radi na animiranom filmu o Simpsonima imena The Simpsons Movie. Produciraju ga 20th Century Fox, Gracie Films i Film Roman, a počeo je s prikazivanjem 26. srpnja 2007. Film je produciran uz seriju, unatoč glasinama da će se u produkciju filma krenuti tek nakon završetka prikazivanja serije.

## Vanjske poveznice
- Službene web-stranice Simpsona
- Službene web-stranice Simpson filma  Arhivirana inačica izvorne stranice od 5. svibnja 2007. (Wayback Machine)
- The Simpsons City  Arhivirana inačica izvorne stranice od 8. travnja 2007. (Wayback Machine)